# 1993 RP
1993 RP est un objet transneptunien, l'un des cinq premiers jamais découverts. Il serait en résonnance 4:5 avec Neptune

## Caractéristiques
1993 RP mesure environ 50 kilomètres de diamètre.